# Trachylepis atlantica
Trachylepis atlantica là một loài thằn lằn trong họ Scincidae. Loài này được Schmidt mô tả khoa học đầu tiên năm 1945.
Loài này sinh sống trên đảo Fernando de Noronha ngoài khơi đông bắc Brazil. Có nhiều đốm đen và sáng trên phần lưng và thường dài khoảng 7–10 cm (3–4 in). Đuôi dài và đầy cơ bắp, nhưng đứt rời ra dễ dàng. Loài này rất phổ biến khắp Fernando de Noronha, nó là một loài săn mồi cơ hội, ăn cả côn trùng và thực vật, bao gồm cả mật hoa từ cây erythrina velutina, cũng như các chất khác nhau, từ những mảnh vụn bánh đến trứng của đồng loại. Động vật ăn thịt được du nhập như mèo hoang săn bắt loài thằn lằn này và một vài giun sán lây nhiễm ký sinh trên chúng.

## Hình ảnh

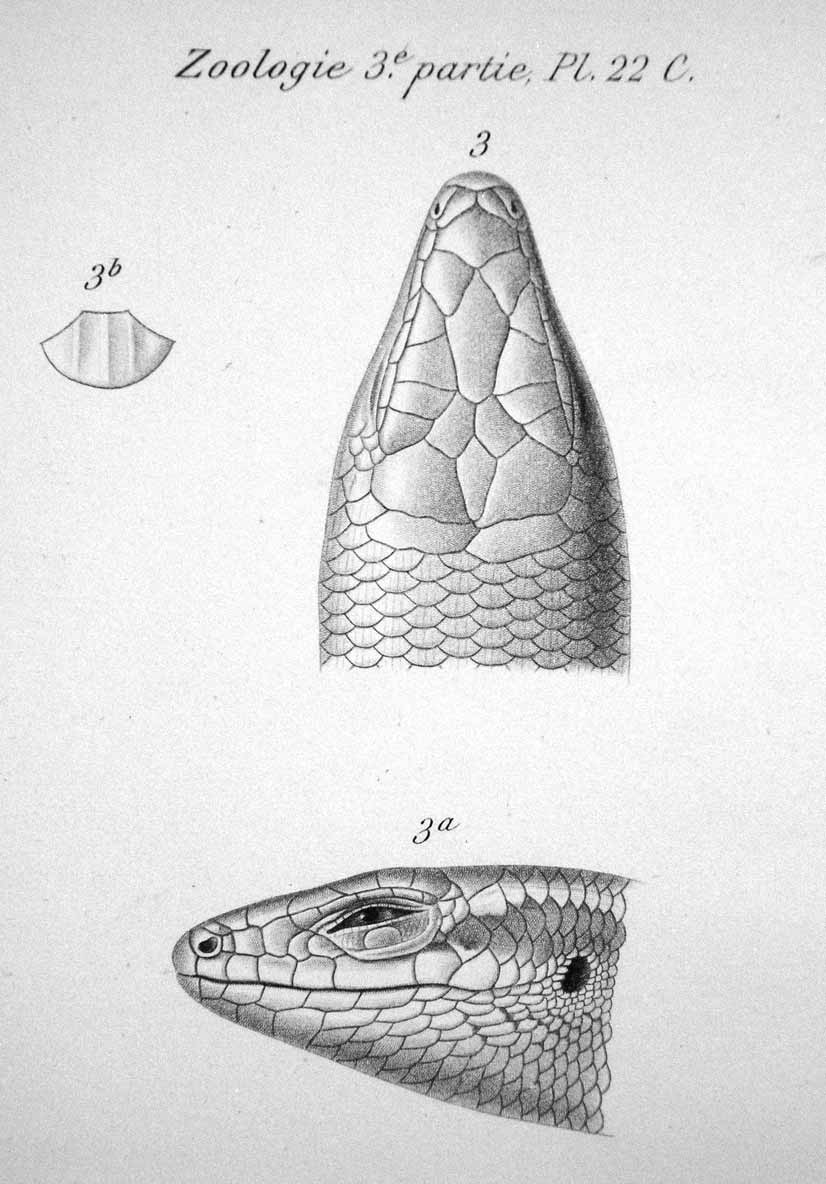
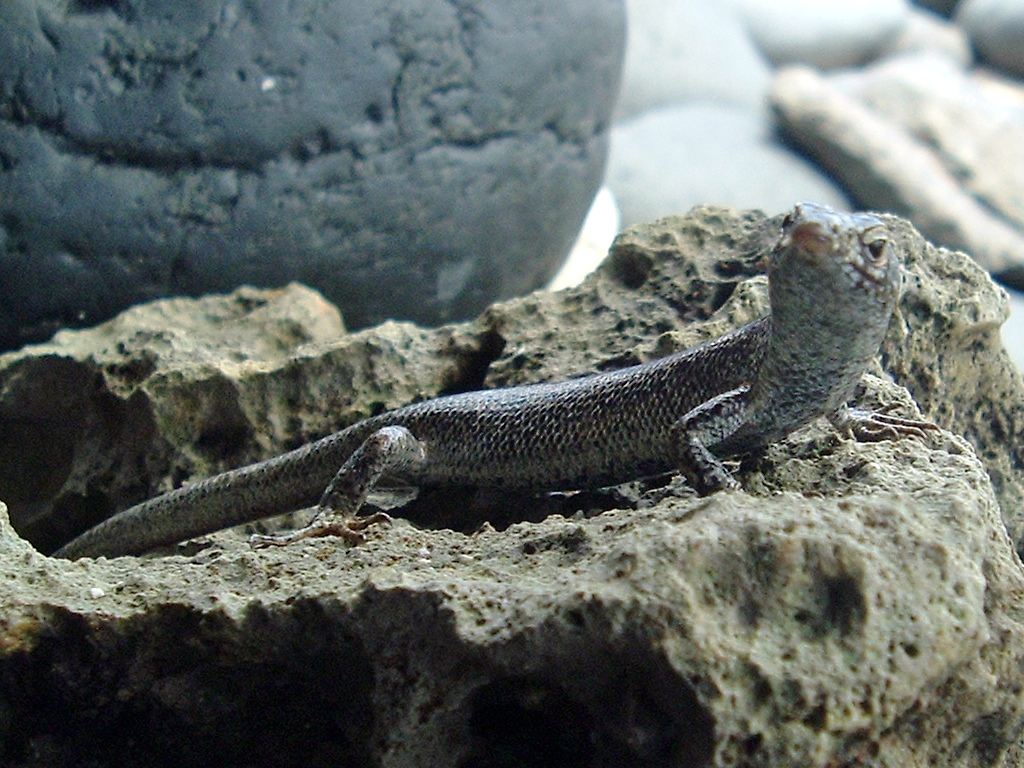
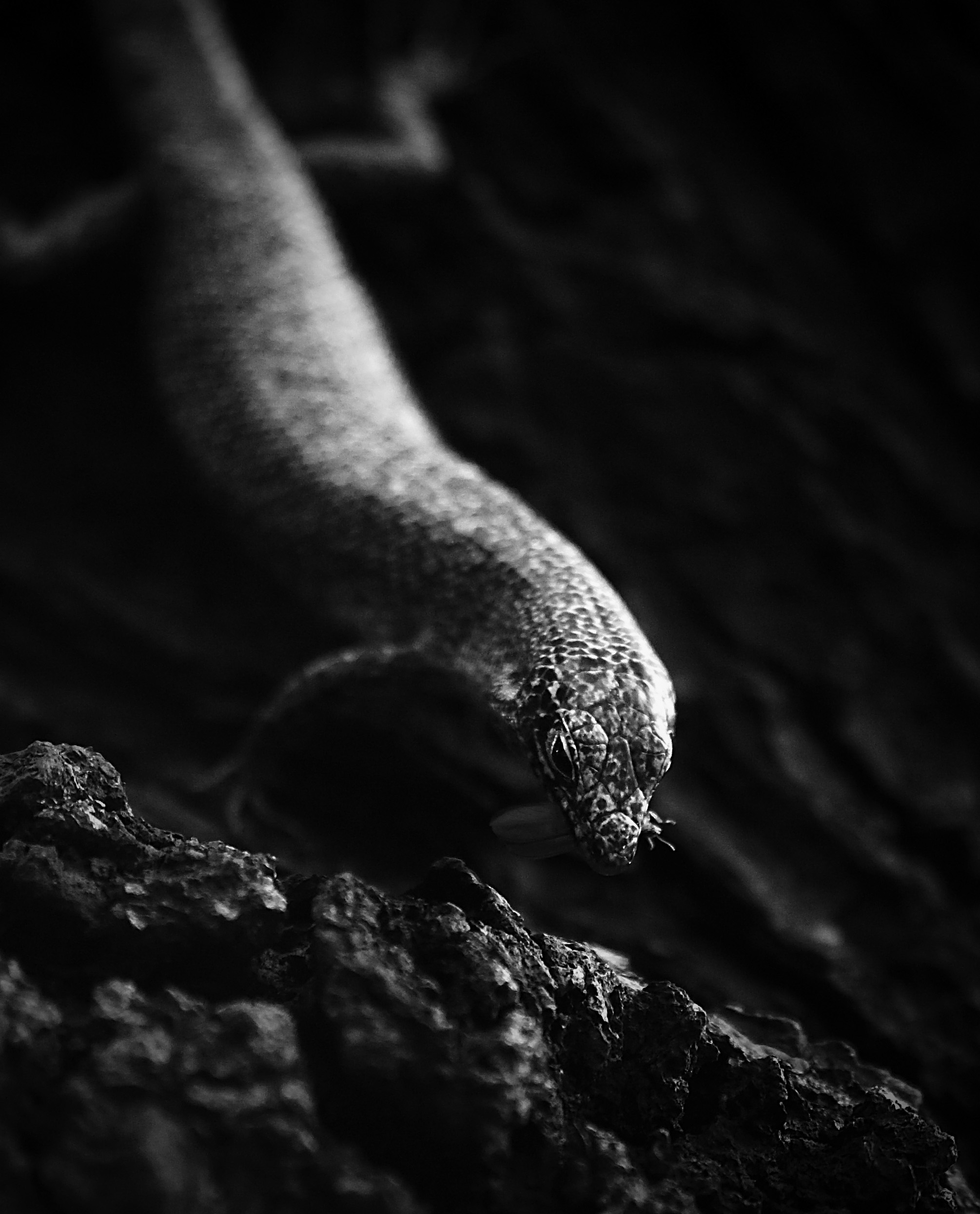
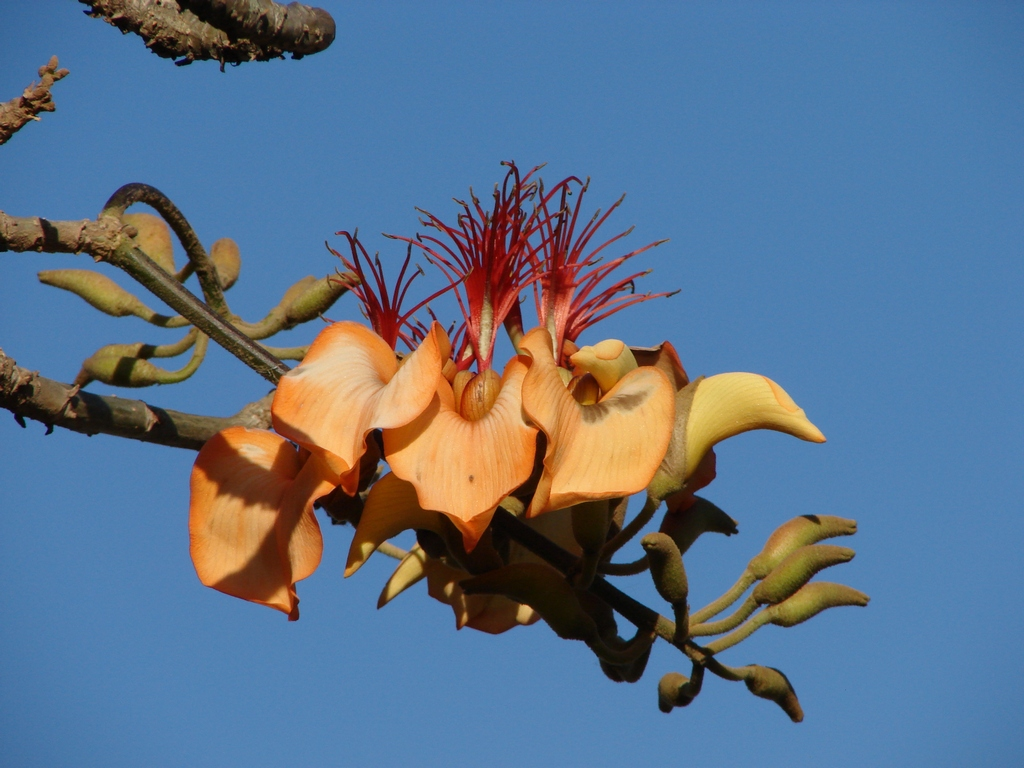
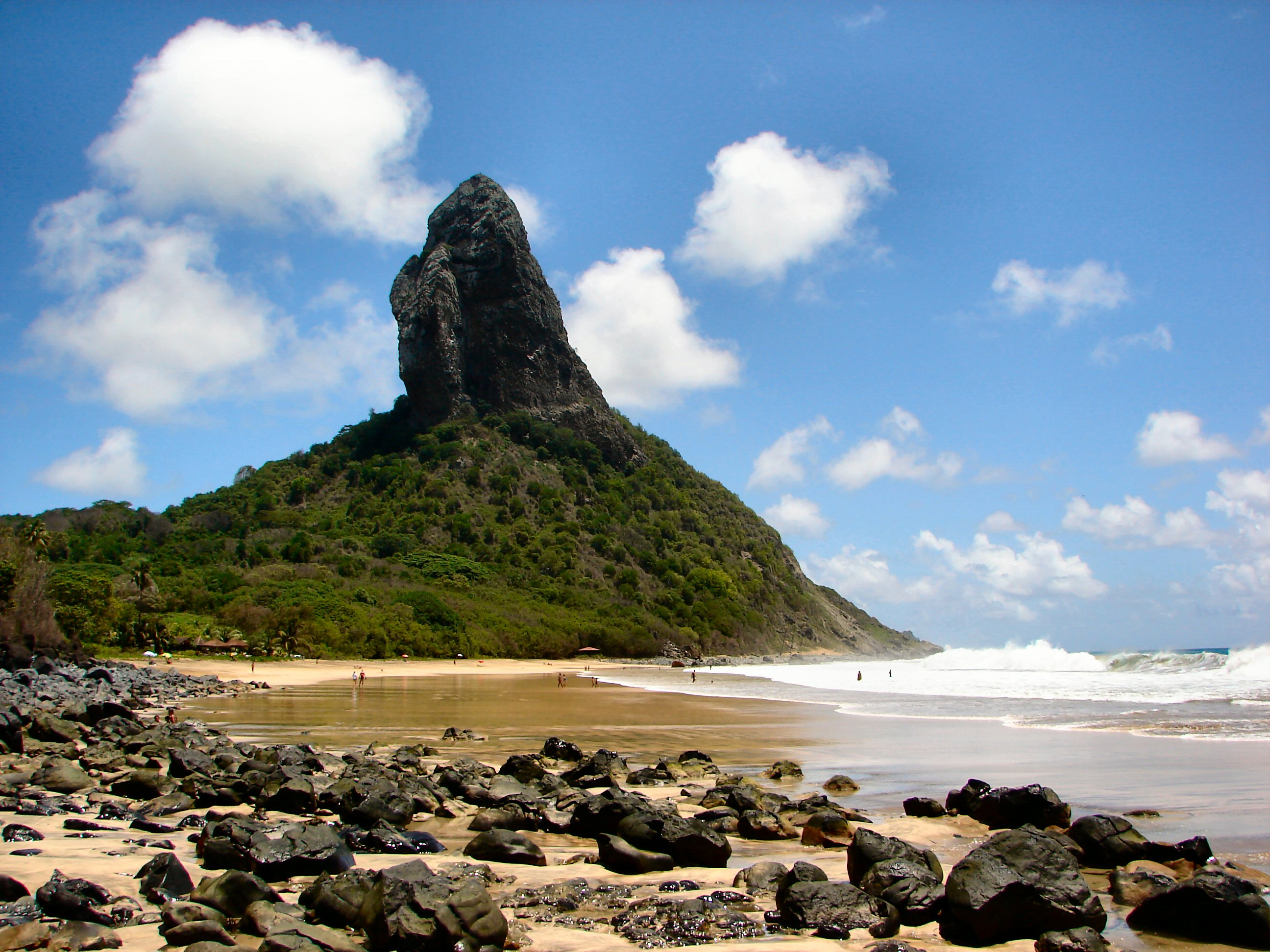